# 石川栄一
石川 栄一（榮一、いしかわ えいいち、1889年（明治22年）5月10日 - 1976年（昭和51年）5月30日）は、大正から昭和期の実業家、政治家。参議院議員。

## 経歴
埼玉県榛沢郡新会村（大里郡豊里村を経て現深谷市）で、石川浅次郎の息子として生まれる。1905年（明治38年）群馬県立伊勢崎染織学校（現群馬県立伊勢崎工業高等学校）を卒業した。さらに神田正則英語学校（現正則学園高等学校）で学んだ。
1918年（大正7年）新会村会議員に選出され5期在任。1938年（昭和13年）埼玉県会議員に当選し3期在任して、同副議長も務めた。その他、民主党埼玉県支部幹事長、自由党埼玉県支部副支部長などを務めた。
1950年（昭和25年）6月の第2回参議院議員通常選挙で全国区から自由党公認で立候補して当選し、参議院議員に1期在任した。この間、参議院建設委員長、自由党本部総務、同参議院国会対策副委員長、自由民主党国会対策副委員長、同本部総務などを務めた。その後、第4回通常選挙に立候補したが落選した。
議員退任後、河川審議会委員、建設省専門委員、埼玉県共同募金会長、埼玉県社会福祉協議会長、全国老人クラブ連合会副会長などを務めた。その他、利根川治水同盟常任副会長、中川荒川総合開発期成連盟常任顧問、埼玉県水防管理者団体連絡協議会長、利根川総合開発議員連盟専務理事、群馬県利根川総合開発連盟理事、三光蚕糸取締役、石川農産加工所社長などを歴任した。
1960年（昭和35年）秋の褒章で、公職に就いて治水事業にあたり関係団体の要職を務めて水防に寄与発展させたとして藍綬褒章受章。
1964年（昭和39年）11月の秋の叙勲で勲三等に叙され、旭日中綬章を受章する。
1976年（昭和51年）5月30日、死去した。87歳没。同年6月11日、特旨を以て位六級を追陞され、死没日付をもって従七位勲三等から従四位勲二等に叙され、瑞宝章を追贈された。